# Марк Юдалл
Марк Емері Юдалл (англ. Mark Emery Udall; нар. 18 липня 1950, Тусон, Аризона) — американський політик-демократ. Він представляв штат Колорадо у Палаті представників з 1999 по 2009, сенатор США з 2009 по 2015.

## Біографія
Син Морріса «Мо» Юдалла — колишнього конгресмена від штату Аризона і учасника президентських праймеріз Демократичної партії 1976 року. Є кузеном сенаторів Тома Юдалл (від штату Нью-Мексико) і Майка Лі (від штату Юта), а також Гордона Сміта — колишнього сенатора від штату Орегон. Він також є племінником колишнього американського міністра внутрішніх справ Стюарта Юдалла.
У 1972 році він отримав ступінь бакалавра у Коледжі Вільямса, Массачусетс. У січні 2008 року Юдалл зізнався, що був у тому ж році викритий у вживанні марихуани і провів один рік під наглядом.
Юдалл працював виконавчим директором Colorado Outward Bound School. У 1996 році він був обраний членом Палати представників Колорадо.
Зазнав поразки від Корі Гарднера на виборах до Сенату 4 листопада 2014 року.
Одружений, має двох дітей.